# Petriveț (arie protejată)
Petriveț (în ucraineană Петрівецький заказник) este o arie protejată de tip forestier de importanță locală din raionul Adâncata, regiunea Cernăuți (Ucraina), situată la est de satul Corcești, în apropiere de frontiera româno-ucraineană. Este administrat de „Silvicultura Storojineț”.
Suprafața ariei protejate constituie 170 de hectare, fiind creată în anul 1983 prin decizia comitetului executiv regional. Aria este reprezentată de păduri mixte de stejar-brad și fag-stejar-brad, care odată formau o fâșie continuă la poalele Siretului Bucovinei. Se mai găsesc: carpen, arțar, molid, tei; tufișuri de alun și din genul swida. Dintre speciile rare de plante enumerate în Cartea Roșie a Ucrainei: cuibușor și buhai. Fauna este tipică pentru Subcarpați și include: căprioară, cerb nobil, mistreț, vulpe, jder, etc.